# Madarász Margit
Kunz Pálné Madarász Margit (Budapest, 1884. augusztus 23. – Budapest, 1959. február 15.) teniszező, Cséry Katalin és Cséry Sarolta teniszezők féltestvére.

## Élete
A magyar női teniszsport első, nemzetközi szinten is kiemelkedő képviselője. 1901-től a BLTC (Budapesti Lawn Tennis Club) színeiben versenyzett. Első tornagyőzelmét tizenhét évesen a Hunnia Evezős Egylet tenisztornáján aratta, ahol Kunz Józseffel vegyespárosban végzett az első helyen. 1903-ban a MAC (Magyar Atlétikai Club) által rendezett első magyarországi nemzetközi versenyen egyéniben az első helyen végzett. Győzelmét 1904-ben is meg tudta ismételni. 1907-ben és 1908-ban Hamburgban megnyerte a német bajnokságot, ezek voltak a magyar teniszsport első nemzetközi sikerei. 1907-ben és 1908-ban a budapesti nemzetközi bajnokságon is első helyezést ért el. 1908-ban megnyerte az első nők számára kiírt magyar bajnokságot is. Bár az első magyar bajnokságot 1894-ben – a férfiakkal közös mezőnyben induló – Pálffy Paulina nyerte, a sporttörténet az első nők számára kiírt bajnokság győztesét, Madarász Margitot tartja teniszezésben az első magyar bajnoknőnek. 1908-ban, férjhez menetele után felhagyott a versenyzéssel.